# Portada/efemèride gener 28
Cyndi Lauper el dia de la gravació de We Are the World
« 27 de gener · 28 de gener · 29 de gener »